# John Eric Hill
John Eric Hill (* 27. Juli 1907 in Devon (seit 1945 Teil von Fredericton), New Brunswick; † 8. Juli 1947 in New York City, New York) war ein US-amerikanischer Mammaloge. 

## Leben
Während seiner Studienzeit an der University of Kansas, lernte Hill den Zoologen Charles Dean Bunker (1870–1948) kennen, der Kurator für Vögel und Säugetiere am University of Kansas Natural History Museum war. Hill erhielt bis zum Sommer 1931 einen Posten als Museumsassistent in der Säugetierabteilung und begleitete Bunker auf drei Sammelexkursionen. Im Sommer 1929 sammelten sie in Zentral-New-Mexico und im südlichen Zentral-New-Mexico. Den Sommer 1930 verbrachten sie in den Mogollon Mountains in New Mexico. 1930 ging ein Expeditionstrip ins südliche Zentral-Arizona. Im Frühjahr 1931 erlangte Hill seinen Bachelor of Arts an University of Kansas und 1934 wurde er an University of California zum Ph.D. promoviert. Während seines Graduiertenstudiums hatte er eine Stelle als Lehrassistent in Zoologie. 1935 wurde er wissenschaftlicher Mitarbeiter am Museum of Vertebrate Zoology der University  of  California und Assistenzkurator für Säugetiere am American Museum of Natural History. 1937 reisten Hill und seine Frau nach Europa, um Exemplare von afrikanischen Säugetieren in Museen der Niederlande, Frankreichs, Belgiens, Deutschlands und Englands im Rahmen eines Carnegie-Stipendiums zu studieren. Hill und seine Frau unternahmen mehrere Sammelexpeditionen im Auftrag des American Museum of Natural History, darunter von August bis September 1936 in New Brunswick, im Sommer 1938 im Nordosten von New Mexico in der Nähe von Cimarron im Colfax County, im Sommer 1940 in das Meade Basin im südwestlichen Kansas, in das San Luis Valley in Colorado und nach Oklahoma. Zwischen Januar 1943 und Februar 1944 waren Hill und seine Frau in ein Studienprojekt über die Florida-Wasserratte in Florida involviert. Anschließend brachten sie lebende Exemplare der Florida-Wasserratte für weitere Studien und Beobachtungen in ein Labor des American Museum of Natural History. Obwohl Hill nur wenige Publikationen vorzuweisen hat, enthalten sie grundlegende Erkenntnisse über Anatomie, Naturgeschichte und Taxonomie von Säugetieren. 1937 veröffentlichte er die Studie Morphology of the pocket gopher, mammalian genus Thomomys, (University of California publications in zoology). Im selben Jahr beschrieb er die Unterart Pipistrellus capensis angolensis der Kap-Zwergfledermaus und die Fledermaus-Art Mops chitauensis, die heute als Synonym für die Weißbauch-Bulldoggfledermaus (Tadarida niveiventer) gilt. Gemeinsam mit Thomas Donald Carter beschrieb er 1937 Vernays Klettermaus (Dendromus vernayi). 1941 veröffentlichte er mit Carter das Werk The Mammals of Angola, Africa. 1942 beschrieb er die Unterart Perognathus flavus sanluisi der Seiden-Taschenmaus.